# Erythrodiplax andagoya
Erythrodiplax andagoya – gatunek ważki z rodziny ważkowatych (Libellulidae). Występuje na terenie Ameryki Południowej.